# Ballinameen
Ballinameen är en ort i republiken Irland.   Den ligger i grevskapet Roscommon och provinsen Connacht, i den norra delen av landet, 150 km väster om huvudstaden Dublin. Ballinameen ligger 87 meter över havet och antalet invånare är 188.
Terrängen runt Ballinameen är platt.Runt Ballinameen är det glesbefolkat, med 14 invånare per kvadratkilometer. Närmaste större samhälle är Boyle, 7,4 km norr om Ballinameen. Trakten runt Ballinameen består i huvudsak av gräsmarker.